# Hans Bütow (Marineoffizier)
Hans Ernst Arnold Felix Bütow (* 28. Dezember 1894 in Volpersdorf; † 9. Mai 1974 in Hamburg) war ein deutscher Konteradmiral. Er hatte maßgeblichen Anteil an der Formung der deutschen Schnellbootwaffe im Zweiten Weltkrieg und unterlief bei Kriegsende als Admiral der Kriegsmarinedienststelle Hamburg Hitlers Befehl zur vollständigen Zerstörung des Hamburger Hafens.

## Laufbahn
Bütow trat am 1. April 1914 als Seekadett in die Kaiserliche Marine ein, besuchte die Marineschule Mürwik und setzte seine Ausbildung über den Beginn des Ersten Weltkriegs hinaus auf dem Schulschiff Vineta fort. Anfang September 1914 kam er auf die Derfflinger,  Ende Januar 1915 auf die Schwaben und Ende Oktober 1915 auf den Kleinen Kreuzes Augsburg. Dort avancierte Bütow Mitte Juli 1916 zum Leutnant zur See. Von Anfang Januar bis Mitte April 1918 besuchte er erneut die Marineschule Mürwik und war anschließend als Torpedo- und Wachoffizier auf der Königsberg tätig.
Ausgezeichnet mit beiden Klassen des Eisernen Kreuzes war Bütow nach Kriegsende von Januar bis Juli 1919 beim Freiwilligenverband 1. Garde-Reserve-Regiment im Grenzschutz Nordost und anschließend als Ordonnanzoffizier bei der 2. Marine-Brigade. Im Mai 1920 wurde er in die Reichsmarine übernommen, zur Schiffsstammdivision Nordsee versetzt und Ende September zum Oberleutnant zur See befördert. Nach einer Bordzeit von Ende Mai 1921 bis Mitte April 1923 als Torpedo- und Wachoffizier auf dem Kreuzer Arcona wurde Bütow Kompanieführer und Adjutant der Küstenwehrabteilung VI auf Borkum. Daran schloss sich eine Verwendung als Wachoffizier und Kommandant bei der 3. Torpedobootshalbflottille an und in dieser Stellung stieg er am 1. April 1926 zum Kapitänleutnant auf. Ende September 1927 wurde Bütow an die Marineschule Mürwik versetzt, war hier zunächst für ein Jahr Adjutant und anschließend Führer der Fähnrichskompanie. Ab Ende September 1929 gehörte er für drei Monate als Admiralstabsoffizier dem Stab des Befehlshabers der Seestreitkräfte der Nordsee an und wurde am 1. Januar 1930 in gleicher Eigenschaft zum Stab des Befehlshabers der Linienschiffe, welcher aus dem Befehlshabers der Seestreitkräfte der Nordsee gebildet worden war, versetzt. Bütow versah vom 23. September 1932 bis zum 26. September 1934 Dienst als Chef der 1. Torpedobootshalbflottille in Swinemünde, stieg als solcher zum Korvettenkapitän auf und war ab Ende September 1934 für zwei Jahre als 1. Admiralstabsoffizier beim Stab des Führers der Torpedoboote. Am 4. Oktober 1936 wurde er 1. Adjutant beim Kommando der Marinestation der Ostsee sowie am 1. April 1937 zum Fregattenkapitän befördert.
Im November 1938, nach dem Anschluss Österreichs, wurde Bütow Chef der Donauflottille und am 1. April 1939 erfolgte seine Beförderung zum Kapitän zur See. Nach dem Beginn des Zweiten Weltkriegs er vom 30. November 1939 bis zum zur Auflösung der Dienststelle im April 1942 Führer der Torpedoboote (FdT). In dieser Eigenschaft nahm er im April 1940 im Rahmen der Kriegsschiffgruppe 4 auf seinem Flaggschiff Luchs an der Besetzung Norwegens (Unternehmen Weserübung) teil, die Kristiansand und Arendal besetzte. Für sein Wirken wurde ihm am 12. März 1941 das Ritterkreuz des Eisernen Kreuzes verliehen. In der Presseerklärung zur Verleihung heißt es:
„Kapitän zur See Bütow, Führer der Torpedoboote, hat sich während der Norwegen-Unternehmen durch persönlichen Einsatz und Schneid bei der Besetzung und insbesondere durch schnelles Anlandsetzen der Landungstruppen trotz starker Gegenwehr große Verdienste erworben. Seit dem Frühjahr 1940 leitet er den Einsatz der Schnellboote im Westraum und hat damit entscheidenden Anteil an den großen Erfolgen unserer Schnellboote. Kapitän zu See Bütow hat eine Anzahl erfolgreicher Feindfahrten persönlich geführt.“
Als FdT war er an der Planung der nicht durchgeführten Operation Seelöwe, der Invasion Englands beteiligt, wobei seinen Streitkräften die Deckung der westlichen (Torpedoboote aus Cherbourg) und der östlichen Flanke (Schnellboote von Holland und Belgien aus) des Landungsunternehmens zugedacht war. Zu Beginn des Russlandfeldzugs 1941 wurde durch seine Streitkräfte im Finnischen Meerbusen der Bau der größten Minensperre vorgenommen.
Ab Mitte Mai 1942 wirkte Bütow als Chef des Stabes der Marinestation der Ostsee und wurde am 1. Januar 1943 zum Konteradmiral befördert. Im Juni 1943 wurde er Chef des Stabes beim Marineoberkommando der Ostsee. Er wurde am 8. Juni 1944 Befehlshaber der Sicherung der Ostsee und übernahm am 1. Dezember die 10. Sicherungs-Division, deren Aufstellung mit der Auflösung seiner bisherigen Dienststellung einherging. Im Februar 1945 wurde er Admiral der Kriegsmarinedienststelle Hamburg. In dieser Stellung war Bütow für Verwaltungsfragen an Land, die Steuerung der Handelsschifffahrt und die Bereitstellung und Ausrüstung von Transportschiffen für militärische Zwecke zuständig. Dazu gehörte wesentlich der bereits weitgehend zerstörte Hafen Hamburg. Am 22. März 1945 erging der Führerbefehl, gemäß dem der Hafen nachhaltig unbrauchbar gemacht werden und die Stadt bis zum letzten Mann verteidigt werden solle. Im Einvernehmen mit dem Hamburger Kampfkommandanten Generalmajor Alwin Wolz beschloss Bütow, die Ausführung des Befehls zu verhindern. Mit hohem persönlichen Risiko – auf Befehlsverweigerung stand Erschießung – verfolgte er eine Verschleppungstaktik, indem er immer wieder bei seinen Vorgesetzten eine „Lähmung“ statt der befohlenen „Zerstörung“ der Hafenanlagen forderte und Gegenvorstellungen einreichte, die auf die Wichtigkeit der restlichen Transportinfrastruktur für das Überleben des Volkes hinwiesen und auf die Aushebelung des Zerstörungsbefehls abzielten. Wochenlang lavierte er dabei auf dem schmalen Grat zum Befehlsverweigerer bzw. Saboteur.
Am 1. Mai 1945 riskierte er die offene Rebellion, indem er dem Chef der Seekriegsleitung meldete, dass Bütow aufgrund der Feindlage den Zerstörungsbefehl nicht ausführen werde. Dem fälligen Standgericht entging er durch die Kapitulation Hamburgs am 3. Mai. Nach der Kapitulation geriet er in englische Gefangenschaft, aus der er Ende 1946 entlassen wurde.